# جایزه بزرگ فرانسه ۱۹۷۴
جایزه بزرگ فرانسه ۱۹۷۴ (انگلیسی: ‎1974 French Grand Prix‎) یک مسابقهٔ موتوری در رشتهٔ اتومبیل‌رانی فرمول یک بود که در تاریخ ۷ ژوئیهٔ ۱۹۷۴ در دیژان واقع در پرنوا، فرانسه برگزار شد. این گراند پری در میان ۱۵ گراند پری در فصل ۱۹۷۴، مسابقهٔ شمارهٔ ۹ بود.
در این مسابقه که در ۸۰ دور و به مسافت ۲۶۳٫۱۲ کیلومتر (۱۶۳٫۴۹۵ مایل) برگزار شد، پول پوزیشن توسط نیکی لائودا کسب شد و سریع‌ترین زمان برای طی یک دور پیست که برابر با ۱:۰۰٫۰۰ بود نیز توسط جودی شکتر به ثبت رسید.
رونی پیترسن از تیم لوتوس-فورد، نیکی لائودا از تیم فراری و کلی رگاتزونی از تیم فراری به‌ترتیب مقام‌های اول تا سوم مسابقه را کسب کردند.

## رده‌بندی قهرمانی پس از مسابقه
|       | جایگاه | راننده           | امتیاز |
| ----- | ------ | ---------------- | ------ |
| ۱     | ۱      | نیکی لائودا      | ۳۶     |
| ۱     | ۲      | کلی رگاتزونی     | ۳۲     |
| ۲     | ۳      | امرسون فیتیپالدی | ۳۱     |
|       | ۴      | جودی شکتر        | ۲۶     |
| ۲     | ۵      | رونی پیترسن      | ۱۹     |
| منبع: |        |                  |        |

|       | جایگاه | سازنده      | امتیاز  |
| ----- | ------ | ----------- | ------- |
| ۱     | ۱      | فراری       | ۴۵      |
| ۱     | ۲      | مک‌لارن-فورد | ۴۳ (۴۵) |
|       | ۳      | تایرل-فورد  | ۳۰      |
|       | ۴      | لوتوس-فورد  | ۲۲      |
|       | ۵      | برابام-فورد | ۱۰      |
| منبع: |        |             |         |

یادداشت
- تنها پنج جایگاه نخست از هر رده‌بندی نمایش داده شده‌است.